# Stanisław Zgliczyński (prawnik)
Stanisław Zgliczyński (ur. 27 kwietnia 1900 w Płocku, zm. 18 listopada 1940 w Mauthausen) – polski adwokat, działacz społeczny.

## Życiorys

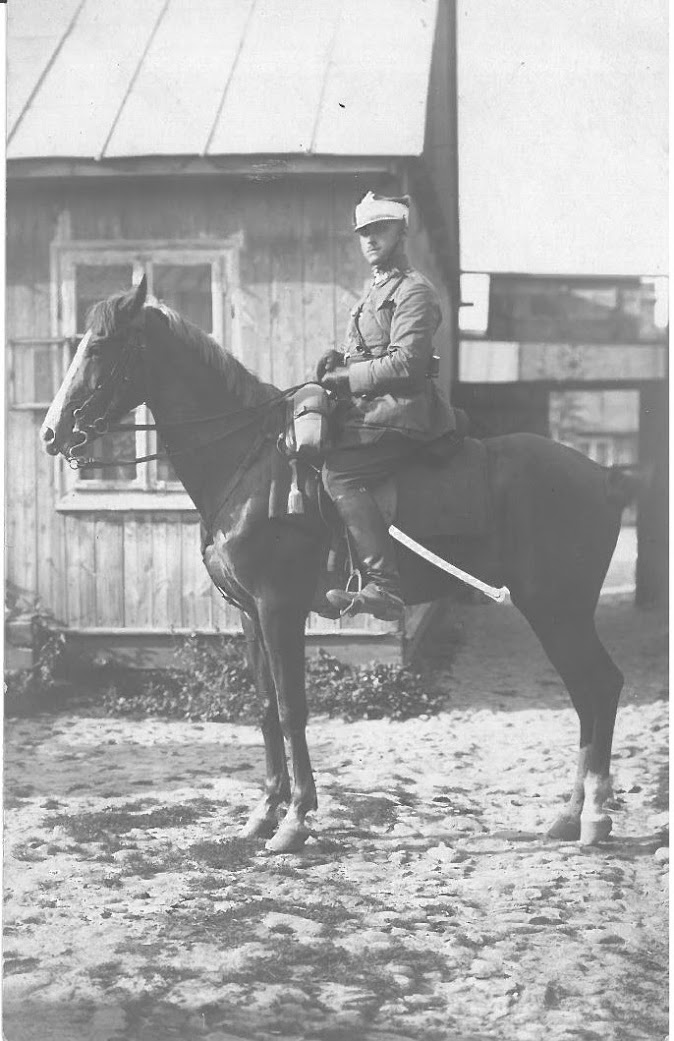
Stanisław Zgliczyński w czasie wojny polsko-bolszewickej

W 1918 ukończył gimnazjum im. Władysława Jagiełły w Płocku. Następnie jako ochotnik wstąpił do Wojska Polskiego i podczas wojny polsko–bolszewickej służył w 4 pułku Strzelców Konnych stacjonującym w Płocku. W okresie od lutego do listopada 1919 przebywał wraz z pułkiem na froncie białoruskim. W 1920 odbywał szkolenia w Szkole Podchorążych w Bydgoszczy oraz Szkole Kawaleryjskiej w Grudziądzu, które ukończył jako podchorąży kawalerii.
W 1921 będąc porucznikiem rezerwy podjął studia prawnicze w Uniwersytecie Warszawskim, które ukończył w 1924. Podczas studiów był m.in. członkiem Uniwersyteckiego Sądu Koleżeńskiego. Po studiach przez dwa lata był aplikantem sądowym w Sądzie Okręgowym w Płocku. Po odbyciu aplikacji został mianowany podprokuratorem, a następnie przeniesiony na stanowisko sędziego Sądu Grodzkiego w Sierpcu. W 1928 powrócił do Płocka i otworzył kancelarię adwokacką.
Działał w Stronnictwie Narodowym, Towarzystwie Gimnastycznym „Sokół”, Caritas oraz Akcji Katolickiej i Katolickim Stowarzyszeniu Młodzieży Męskiej w diecezji płockiej, w którym od 1934 pełnił funkcję prezesa. W 1929 został wybrany do Rady Miejskiej Płocka. W 1934 w kolejnych wyborach odnowił swój mandat. Funkcję radnego sprawował do 1939, przewodnicząc komisji finansowej. Ponadto pełnił funkcję wiceprezesa Zarządu Koła Płockiego Związku Oficerów Rezerwy. Działał również w Komitecie Lokalnej Pomocy Zimowej.
Według mu współczesnych „Adwokat Zgliczyński cieszył się nie tylko wśród prawników, ale również w szerokich kręgach społecznych opinią wybitnie prawego człowieka, o głęboko moralnej postawie i kryształowym charakterze, zjednującego sobie uznanie i szacunek nawet u swych przeciwników politycznych”.
W 1938 wraz z senatorem Janem Rudowskim został odznaczony przez papieża Piusa XI Orderem Świętego Sylwestra.
26 sierpnia 1939 otrzymał kartę mobilizacyjną do 4 Pułku Strzelców Konnych w Płocku. Po wybuchu II wojny światowej w trakcie kampanii wrześniowej, jako rotmistrz rezerwy dowodził szwadronem marszowym. Szwadron przemieszczał się z Płocka przez Warszawę do Garwolina, a następnie z Garwolina przez Łuków w kierunku na Włodawę. W rejonie Rawa Ruska – Uchnów na wiadomość o kapitulacji Warszawy rozwiązał szwadron. Po rozwiązaniu szwadronu ukrywał się przed aresztowaniem przez Gestapo w ramach Intelligenzaktion. W kwietniu 1940 został aresztowany w Warszawie. Przetrzymywany na Pawiaku, następnie w dniu 2 maja przewieziony do obozu w Sachsenhausen i potem do Mauthausen(numer obozowy 3138), gdzie został rozstrzelany 18 listopada 1940.

## Życie prywatne
Urodził się w rodzinie Stefana (1864–1937) i Anieli (1866–1942) z domu Messner. Jego ojciec był urzędnikiem w Towarzystwie Kredytowym Ziemskim w Płocku. Miał 3 braci: Władysława (1891–1904), Tadeusza (1893–1973) i Zygmunta (1896–1972) oraz siostrę Marię (1894–1894). 16 września 1933 ożenił się z Marią Gościcką (1905–1994), córką Stefana Gościckiego, z którą miał czworo dzieci: Stefana (1935), Marię (1936-2024), Wojciecha (1938–1949) i Teresę (1940).

## Upamiętnienie
- Stanisław Zgliczyński jest patronem jednej z ulic w Płocku[15].
- Jego symboliczny grób znajduje się na Cmentarzu Miejskim w Płocku.
- Na ścianie jego dawnego domu na ulicy Kolegialnej 14 w Płocku, można znaleźć wmurowaną tablicę, upamiętniającą adwokata Stanisława Zgliczyńskiego[16].
- Przed budynkiem Sądu Okręgowego na ulicy Narutowicza 4 w Płocku znajduje się pomnik poświęcony pracownikom wymiaru sprawiedliwości z Płocka poległym w walce z okupantem i pomordowanych przez hitlerowców w latach 1939–1945, wśród których wymieniony został Stanisław Zgliczyński.